# Paradoxon der schwachen jungen Sonne

Entwicklung von Leuchtkraft (rot), Radius (blau) und effektiver Temperatur (grün) der Sonne während ihres Daseins als Hauptreihenstern in Einheiten der heutigen Werte. Die Leuchtkraft war vor drei bis vier Milliarden Jahren 20 bis 25 % geringer als jetzt.

Rekonstruktion des mittleren Temperatur- und Niederschlagverlaufs der Erde vom Archaikum bis zur Gegenwart

Unter dem Paradoxon der schwachen jungen Sonne versteht man den noch nicht vollständig geklärten Widerspruch zwischen der geringen Strahlungsleistung der jungen Sonne in der frühen Erdgeschichte und dem nicht entsprechend kälteren Klima zu jener Zeit. Auf diese Diskrepanz wiesen erstmals die Astronomen Carl Sagan und George Mullen 1972 hin.
Sagan schlug eine vergleichsweise hohe Konzentration von Treibhausgasen als mögliche Erklärung vor. Über Jahrzehnte geführte kontroverse Diskussionen in Geologie, Astrophysik, Planetologie, Klimatologie und Atmosphärenwissenschaften machten das Paradoxon zu einer „der großen offenen Fragen der Paläoklimatologie“. Eine abschließende Deutung wird von manchen Autoren beansprucht, ist aber keineswegs unumstritten.

## Ausmaß des Problems
Aus dem Standardsonnenmodell lässt sich für die Zeit vor 4,4 Milliarden Jahren eine 25 bis 30 % geringere Strahlungsleistung ableiten. Gleichzeitig wurde anhand geochemischer Analysen die Existenz von flüssigem Wasser an der Erdoberfläche bereits in der frühesten Erdgeschichte nachgewiesen. Ohne relativ milde klimatische Bedingungen hätte Wasser aber nur als Eis vorkommen können. Bereits in dieser frühen Zeit sind die ersten Lebensspuren nachgewiesen, die ebenso flüssiges Wasser voraussetzten. Das Paradoxon setzt zu einer Zeit an, in der eine erste Atmosphäre gerade entstanden war, und dauert über mehrere Milliarden Jahre fort, während derer sich Kontinente und Ozeane bildeten. Dies gilt ebenso bei der Betrachtung der frühen Marsatmosphäre.

## Überblick

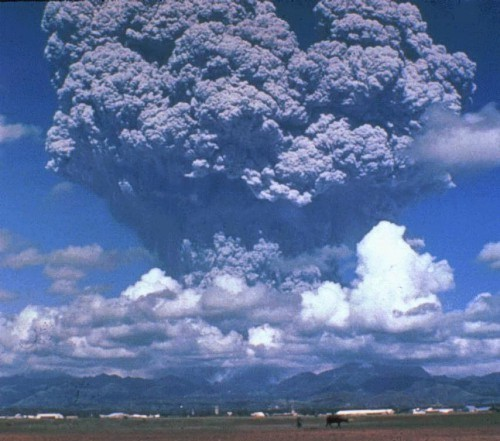
Vulkanausbruch des Pinatubo

Zur Erklärung des Paradoxons werden Faktoren berücksichtigt, die in der gesamten irdischen Klimageschichte eine Rolle spielten. Anfangs wurden für die Lösung des Problems hohe Treibhausgaskonzentrationen in der frühen Atmosphäre vermutet. Die Kenntnisse über die damalige atmosphärische Beschaffenheit und die damit verknüpften Klimabedingungen haben seit den 1970er Jahren erheblich zugenommen. So gilt eine ursprünglich sehr hohe Konzentration der heute relevanten Treibhausgase aufgrund geochemischer Beschränkungen als fraglich.
2009 wurden sulfidische Treibhausgase identifiziert, die in der frühen reduzierenden Atmosphäre bis zur Großen Sauerstoffkatastrophe vor 2,4 Milliarden Jahren ein wirksamer Klimafaktor gewesen sein könnten. Eine 2003 vorgebrachte Erklärung des Paradoxons und der globalen Warm- und Kaltzeiten aufgrund einer Klimabeeinflussung durch kosmische Strahlung löste eine kontrovers geführte Debatte aus und intensivierte die Forschung auf diesem Sektor. Ein klimabestimmender Einfluss kosmischer Strahlung in der Gegenwart konnte in Folgestudien jedoch nicht bestätigt werden.
Gegenwärtig wird versucht, das archaische Erdklima mit vergleichsweise einfachen Klimamodellen zu simulieren. Unter den Voraussetzungen einer niedrigen Albedo, eines hohen Stickstoffanteils und eines spärlichen Auftretens von Kondensationskernen für die Wolkenbildung wäre das Vorhandensein von flüssigem Wasser in den Tropenregionen auch damals möglich gewesen. Gleiches gilt für die Analyse der frühen Marsatmosphäre. Weitere Nebenthesen behandeln unter anderem mögliche Abweichungen der Erdbahnparameter, eine Veränderung der physikalischen Konstanten und der solaren Strahlungsstärke über das Standardmodell hinaus, ebenso wird in einigen Studien eine Lebensentstehung auf der Erde und auf anderen Himmelskörpern unter vergleichsweise kalten Bedingungen diskutiert.

### Erd- und klimageschichtlicher Hintergrund
Nach der Entstehung des Mondes vor etwa 4,5 Milliarden Jahren, bei der der Erdmantel tief aufgeschmolzen war, dauerte es etwa 2 Millionen Jahre, bis die Erdwärme für die Oberflächentemperatur vernachlässigbar wurde. Verzögernde Faktoren waren eine isolierende Atmosphäre aus Wasserdampf (H2O) und die Dissipation von Rotationsenergie durch Gezeitenreibung. Als das Wasser kondensierte, begann ein mindestens 10 Millionen Jahre währender galoppierender Treibhauseffekt (englisch runaway greenhouse effect) auf der Basis von anfangs etwa 100 bar Kohlendioxid (CO2), ehe das Gas großteils als Karbonat subduziert war (siehe auch Kohlenstoffzyklus).
Nach aktueller Einschätzung, vorbehaltlich neuer Mondgesteinproben, gab es kein Großes Bombardement der Erde durch Asteroiden und Kometen vor 4,1 bis 3,8 Milliarden Jahren, sondern eine allmähliche Abnahme der Einschläge, die den Erdmantel lediglich lokal aufschmolzen und zwischen denen relativ  kühle Bereiche existierten, mit Wasser in flüssiger und fester Form. Vulkanausgasungen bestanden damals wie heute überwiegend aus Wasserdampf, Kohlendioxid und Schwefelwasserstoff (H2S) sowie kleineren Anteilen von Stickstoff (N2), Wasserstoff (H2), Kohlenmonoxid (CO), Helium, Methan und Ammoniak.
Eine vermutlich kurzzeitige Glazialphase in Form der Pongola-Vereisung ereignete sich vor etwa 2,9 Milliarden Jahren, auf die 500 Millionen Jahre später die Paläoproterozoische Vereisung folgte, wahrscheinlich verursacht durch die Große Sauerstoffkatastrophe und mit einer Dauer von ungefähr 300 Millionen Jahren das längste Eiszeitalter der Erdgeschichte. Daran schloss sich eine längere Warmzeit an, scherzhaft boring billion (langweilige Milliarde) genannt. Erst danach, seit etwa einer Milliarde Jahren, wechselten sich bis in die jüngste Erdgeschichte längere Warm- mit kürzeren Kaltzeiten ab.
Das Paradoxon wird gelegentlich im Umfeld von Junge-Erde-Kreationisten und Anhängern des sogenannten Intelligent Design als Argument gegen die übereinstimmenden wissenschaftlichen Datierungen herangezogen, die das Alter der Erde auf etwa 4,6 Milliarden Jahre festlegen.

#### Einfluss der Atmosphäre

Beispiel einer Modellrechnung von 2009 zur mittleren jährlichen Strahlungsbilanz der Erde für den Zeitraum von März 2000 bis Mai 2004. Die Berechnungen wurden erstellt teils aufgrund von Satellitendaten (CERES) und teils aufgrund von Annahmen (Hypothesen). Die Breite der breiten Pfeile deutet die Proportionen des Energieflusses an. Eine spätere Modellrechnung von 2013 ergab einen Energieüberschuss von 0,6 W/m², mit einem Unsicherheitsbereich von 0,2 bis 1,0 W/m².

Die Treibhauswirkung beruht auf der unterschiedlichen Durchlässigkeit für den kurzwelligen (vor allem ankommenden) Anteil der Sonnenstrahlung gegenüber der langwelligen (vor allem reflektierten) Wärmestrahlung. In der Erdatmosphäre haben Treibhausgase wie Wasserdampf, Kohlenstoffdioxid, Methan und Ozon seit Anbeginn zentralen Einfluss auf das Klima. Der natürliche Treibhauseffekt hebt die durchschnittliche Temperatur der Erdoberfläche gegenwärtig um etwa 33 °C auf +15 °C an. Ohne diesen Effekt würde die bodennahe Luftschicht im globalen Mittel nur lebensfeindliche −18 °C aufweisen. Mit der gegenwärtigen Zusammensetzung der Atmosphäre wäre die Oberflächentemperatur am Beginn der Erdgeschichte bei sonst gleichen Bedingungen (Landverteilung, Albedo) global um ca. 20 °C kälter gewesen.
Ein über mehrere Milliarden Jahre weitgehend stabiles Klima setzt wirkungsvolle Regelmechanismen voraus. Wasser in seinen verschiedenen Aggregatzuständen alleine wirkt einer Abkühlung durch eine geringere Strahlungsleistung der Sonne nicht entgegen. Die beobachteten Klimaveränderungen müssen deshalb durch die Einwirkung anderer Faktoren, wie z. B. die Wolkenbildung, erklärt werden. So kühlen niedrige Wolken die Erdoberfläche durch ihre Sonnenreflexion, hohe Wolken wärmen hingegen. Die Wolkenbildung wird u. a. von Kondensationskernen, Schwebeteilchen und Spurengasen beeinflusst. Eine wichtige Rolle spielt hierbei der Vulkanismus durch die in die Atmosphäre emittierten Gase, Staubpartikel und Aerosole.
Die über längere Zeiträume variierende Vegetationsausbreitung hat im Zusammenhang mit Erosion, Verwitterung und Bodenstruktur Einfluss auf die Reflexionseigenschaften der Erdoberfläche sowie auf die Verdunstung und damit auf Wolkenbildung und Klima. Ein signifikanter Faktor sind daneben die Erdbahnparameter (Exzentrizität, Präzession und Neigung der Erdachse). Die durch die sogenannten Milanković-Zyklen verursachte Verteilung und Schwankung der Sonneneinstrahlung ist relativ geringfügig, fungiert jedoch im Klimasystem als „Impulsgeber“ und gilt als Hauptursache für den Wechsel der Warm- und Kaltphasen innerhalb des gegenwärtigen Eiszeitalters. Nach neueren Erkenntnissen kann ein Teil der Zyklen als stabile Einflussgröße über mehrere hundert Millionen Jahre zurückverfolgt und chronologisch eingeordnet werden.

#### Klimaeinfluss der Plattentektonik
Die Plattentektonik als Antrieb aller großräumigen Vorgänge in der äußeren Erdhülle (Lithosphäre) ist einer der wichtigsten Klimafaktoren mit einer Vielzahl von damit verbundenen Prozessen. Dazu zählen die Entstehung von Faltengebirgen (Orogenese), die verschiedenen Formen des Vulkanismus, die Bildung Mittelozeanischer Rücken, das „Abtauchen“ ozeanischer Kruste unter kontinentale Lithosphärenplatten (Subduktion) sowie die Kontinentaldrift, jeweils mit direkten Folgen auf den Klimazustand der Erde. Im Unterschied zu diesen Entwicklungen, die Millionen Jahre beanspruchten, kamen die biologischen und klimatischen Auswirkungen sogenannter Magmatischer Großprovinzen (englisch Large Igneous Provinces) nach geologischen Maßstäben oftmals innerhalb eines relativ schmalen Zeitfensters zur Geltung. Es handelte sich dabei um den großvolumigen Ausfluss magmatischer Gesteine aus dem Erdmantel, überwiegend in Form von Flutbasalten, die vor allem an den „Nahtstellen“ kollidierender oder auseinanderdriftender Kontinentalplatten auftraten und sich im Verlauf von einigen Hunderttausend Jahren gelegentlich über Millionen km2 ausbreiteten. In Abhängigkeit von Ausmaß und Dauer der Flutbasalt-Freisetzung gelangten erhebliche Mengen an Treibhausgasen und Schadstoffen in die Atmosphäre. Im Unterschied zum „normalen“ Vulkanismus bewirkten die Aktivitäten einer Magmatischen Großprovinz keine aerosolbedingte Abkühlung, sondern führten im Gegenteil zu einer weltweiten Temperaturzunahme, im Extremfall gekoppelt mit einer zusätzlichen Erwärmungsspirale unter Mitwirkung von Methan beziehungsweise Methanhydrat aus ozeanischen Lagerstätten. Sehr wahrscheinlich stehen die meisten Massenaussterben der Erdgeschichte mit der großflächigen Effusion von Flutbasalten und der anschließenden Destabilisierung terrestrischer und mariner Biotope in direkter Verbindung.
Verlauf 

Der erste Kontinent Ur, in seiner Größe vermutlich vergleichbar mit dem heutigen Australien, könnte bereits vor rund 3 Milliarden Jahren existiert haben, gilt jedoch als weitgehend hypothetisch. Besser belegt ist der erste Superkontinent Kenorland, dessen Entstehung mit dem Beginn des Paläoproterozoischen Eiszeitalters (auch Huronische Eiszeit) vor etwa 2,4 Milliarden Jahren korrespondiert. Vor 1,8 Milliarden Jahren entstand der Superkontinent Columbia, der nach aktueller Forschungslage die Landmassen des ursprünglich als eigenständig geltenden Großkontinents Nuna ganz oder zum Teil in sich vereinte. Im Zuge des als wahrscheinlich eingestuften Wilson-Zyklus bildeten sich in der Folge die Superkontinente Rodinia (1.100 bis 750 mya = million years ago) und Pannotia (600 bis 550 mya), wobei verschiedene Studien das Resümee ziehen, dass Columbia in seiner Spätphase nur teilweise fragmentiert wurde und – unter entsprechend moderater Plattentektonik – gegen Ende des Mesoproterozoikums einen „fließenden“ Übergang zum nachfolgenden Rodinia vollzog. Diese Annahme entspricht der relativ ruhigen klimatischen und geologischen Entwicklung während der boring billion. Allerdings wirkte sich diese lange währende „Stillstandsphase“ auch auf die biologische Evolution aus. Es gibt Hinweise, dass die marinen Sauerstoff- und Sulfatkonzentrationen dauerhaft auf niedrigem Niveau stagnierten und die mittelproterozoischen Ozeane aufgrund anoxischer Bedingungen einschließlich des Auftretens von Schwefelwasserstoff ein eher lebensfeindliches Milieu für aerobe Lebensformen bildeten.
Durch die allmähliche Zunahme des Sauerstoffgehalts während des Neoproterozoikums änderte sich die chemische Beschaffenheit der Meere, und gleichzeitig begann eine Periode umfangreicher plattentektonischer Prozesse und  ausgeprägter Kaltzeiten, vermutlich verknüpft mit mehreren Schneeball-Erde-Ereignissen. Während des bis heute andauernden Erdzeitalters, dem Phanerozoikum, traten in unregelmäßigen Abständen weitere Kalt- und Warmzeiten von unterschiedlicher Dauer auf. Eine deutliche Abkühlung ereignete sich ab der 2. Hälfte des Ordoviziums vor 460 bis 430 Millionen Jahren, gefolgt vom Permokarbonen Eiszeitalter, das große Teile des Karbons umfasste und bis in das Mittlere Perm reichte. Die oftmals sehr rasch verlaufenden Klimaschwankungen im Jura und in der Unterkreide fallen mit dem fortschreitenden Zerfall des im späten Karbon (310 mya) entstandenen Superkontinents Pangaea zusammen. Ein wichtiger paläogeographischer Faktor war dabei die Lage der Kontinente und größerer Festlandsbereiche im Umkreis der Polargebiete, da polarnahe Landflächen aufgrund der Eis-Albedo-Rückkopplung schneller und stärker vereisen als offene Meereszonen.

## Deutungen des Paradoxons über Treibhauseffekte

### Überblick
Sagan und Mullen schlugen zunächst eine klimaaktive Rolle von Ammoniak (NH3) in der frühen Atmosphäre als Lösung des Paradoxons vor. Jedoch besitzt Ammoniak in der Erdatmosphäre nur eine geringe Verweildauer und wird unter anderem durch photochemische Vorgänge zersetzt. Sagan und Chyba postulierten daher eine organische Schutzschicht, ähnlich wie bei der Atmosphäre des Saturnmondes Titan, die die Stabilität des Ammoniaks erhöht haben könnte. Eine stark ammoniakhaltige Atmosphäre wird auch bei einigen Planeten außerhalb unseres Sonnensystems angenommen.
Als Erklärung für das Paradoxon wurde die Ammoniakhypothese bald zugunsten eines erheblich höheren (Faktor Zehntausend) CO2-Anteils in frühester Zeit verdrängt. Diese Theorie war bis in die frühen 1990er Jahre vorherrschend. Aufgrund von Widersprüchen mit geochemischen Erkenntnissen begann die Suche nach alternativen Ursachen. Andere Autoren schlugen ein erhöhtes Auftreten weiterer Treibhausgase vor, die unter anderem in vulkanischen Emissionen bis in die Gegenwart vorkommen. Dazu zählen Lachgas (N2O) und insbesondere Methan, Ethan und andere Kohlenwasserstoffe sowie verschiedene Schwefelverbindungen. Die Frage der photochemischen Stabilität betrifft auch die klimawirksamen Kohlenwasserstoffe und Sulfide. Die Verweildauer der meisten Treibhausgase wurde durch die nahezu sauerstofffreie Atmosphäre der frühen Erde gefördert. Insgesamt lassen die teilweise dramatischen Änderungen in der Zusammensetzung der frühen Atmosphäre, vor allem durch biotisch gebildeten Sauerstoff, angesichts des relativ gleichmäßig warmen Klimaverlaufs über mehrere Milliarden Jahre und der ausgeprägten Temperaturschwankungen nach der boring billion vor 2,1 bis 1,0 Milliarden Jahren weiter Fragen offen.

„Für einen Klimatologen ist diese Zeit keineswegs langweilig, sie schreit nach einer Erklärung, insbesondere, weil die Sonne deutlich weniger hell war als heute. […] Die Frage, warum das mittlere Proterozoikum warm war und wieso es sich um 750 Millionen Jahre vor unserer Zeit so dramatisch abkühlte, ist faszinierend, aber geht über den hier behandelten Forschungsgegenstand hinaus.“

### Deutung über extremes Kohlendioxid-Treibhaus

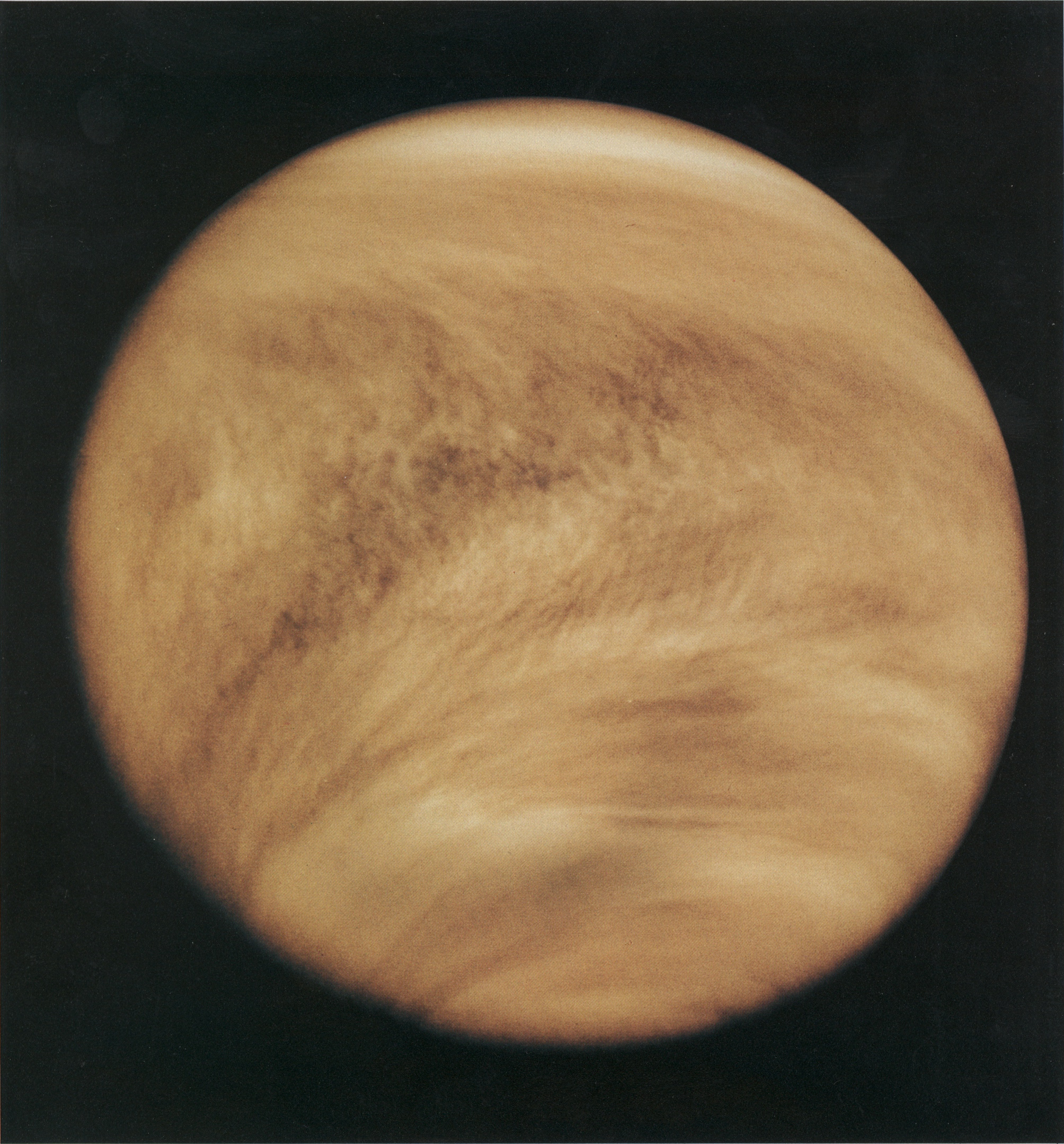
Wolkenbedeckung der Venus

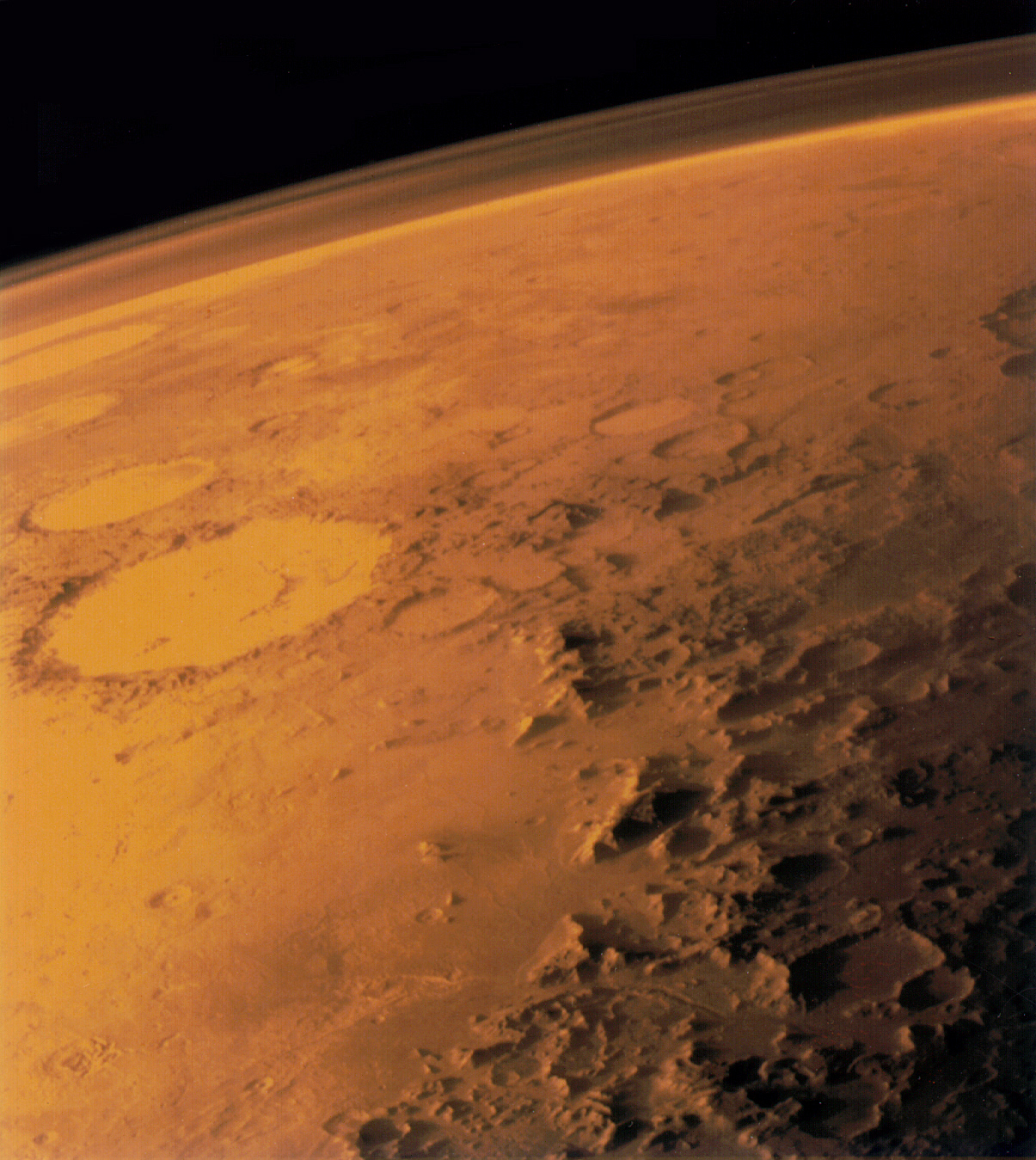
Dünne Atmosphäre des Mars

Wenn das gegenwärtig in der Lithosphäre gespeicherte CO2 in vollem Umfang in die Atmosphäre entweichen würde, hätte dies eine mehr als zehntausendfach über den heutigen Werten liegende Kohlendioxid-Konzentration mit mehreren Bar Partialdruck zur Folge.
Eine allmähliche Abschwächung dieser extremen Treibhausbedingungen parallel zur Zunahme der solaren Strahlungsleistung sollte das Paradoxon lösen. 1979 vermutete der Astrophysiker Michael H. Hart, dass die Erde genau diesen Weg genommen hatte.
Nach Harts Berechnungen sei diese allmähliche Abnahme zwischen der Entstehung der Uratmosphäre vor 4,58 Milliarden Jahren bis zum Erreichen der heutigen Strahlungsstärke äußerst unwahrscheinlich und zudem instabil. Bei nur wenigen Prozent Abweichung nach oben oder unten würde entweder ein galoppierender Treibhauseffekt ähnlich dem der Venus auftreten, oder der Planet hätte sich zu einem Schneeball Erde beziehungsweise zu einer marsähnlichen, lebensfeindlichen Wüstenwelt mit dünner Atmosphäre entwickelt.
Hart prägte dabei den Begriff der Continuously Habitable Zone (CHZ). Die Entstehung und Fortdauer des Lebens war demnach nur deshalb möglich, weil sich die Erde während ihrer gesamten Geschichte stets in einer optimalen, aber räumlich sehr eng begrenzten „Lebenszone“ befand. Diesen unwahrscheinlichen Umstand nutzte Hart zu der vielbeachteten These (vgl. Fermi-Paradoxon), dass extraterrestrisches Leben in der Galaxis und womöglich auch im Universum äußerst selten vorkommen würde.
James F. Kasting und andere wiesen darauf hin, dass der These einer anfänglich extrem hohen, nur allmählichen Abnahme der CO2-Konzentration das vor 2,4 Milliarden Jahren beginnende Paläoproterozoische Eiszeitalter entgegensteht. Danach blieb das verhältnismäßig warme Klima geologischen Nachweisen und Klimaproxys zufolge über eine 1 Milliarde Jahre stabil, ehe sich Vereisungsphasen und Warmzeiten abzuwechseln begannen.
In einer 2011 im Fachjournal Nature veröffentlichten Studie findet sich erneut das Fazit, dass das moderate Klima des Archaikums nicht mit dem angenommenen damaligen CO2-Gehalt der Atmosphäre in Einklang steht. Die Autoren sehen eine mögliche Lösung in einem durch andere Stoffe hervorgerufenen Treibhauseffekt.

### Deutungen über Mischungen verschiedener Treibhausgase
Jacob D. Haqq-Misra und andere (inklusive Kasting) favorisierten statt eines reinen Kohlendioxid-Treibhauses 2007 ein Gemisch aus Methan (CH4), Wasserdampf und Kohlendioxid. 2000 hatte Kasting zusammen mit Pavlov die Rolle von CH4 betont und 2001 die Abschirmung von Ammoniak durch organische Spurengase in der Uratmosphäre bezweifelt.
Pavlov und Kasting hatten 2000 und 2003 eine methanreiche Atmosphäre nach 2,4 Milliarden Jahren in die Diskussion zum Paradoxon angeführt. Dies setzt einen sulfidischen Ozean voraus, was von Holland 2006 mit Verweis auf die geochemische Problematik bestritten wurde. Kasting erwähnte diesen Widerspruch und resümierte “We leave this issue to be sorted out elsewhere” (Kasting und Ono 2006, deutsch: „Diese Fragestellung überlassen wir einer Klärung anderenorts“).

### Deutung des Paradoxons über Carbonylsulfid
Yuichiro Ueno, Matthew S. Johnson u. a. veröffentlichten im August 2009 Untersuchungen zum Verhältnis von Schwefelisotopen in Gesteinen des Pilbara-Kratons, das aus der Frühzeit der Erde stammt. Die Gruppe untersuchte spektralanalytisch eine Reihe von Klimagasen, die in heutigen Vulkanausgasungen vorkommen, auf deren Verhalten im Bereich des Ultraviolett. Demnach hätte sich speziell Carbonylsulfid (COS) in einer frühen, reduzierenden Erdatmosphäre ansammeln und so das Paradoxon ausgleichen können. Die Verteilungsraten für verschiedene Schwefelisotope in Gesteinen konnten den Autoren zufolge als sehr guter Nachweis für die unterschiedliche Zusammensetzung der frühen Atmosphäre verwendet werden.
Die photolytische Zersetzung von Schwefeldioxid war zuvor als begrenzender Faktor angenommen worden. COS als wirkungsvolles und stabiles Treibhausgas ist darüber hinaus im Gegensatz zu anderen in der Lage, die Zersetzung des ebenfalls klimawirksamen Schwefeldioxids zu verhindern.
Die Untersuchungen an den schwefelhaltigen Sedimenten wurden zu verschiedenen Szenarien der Abschirmung des ultravioletten Lichts in Bezug gesetzt. Den Autoren zufolge ist die in den Gesteinen aufgefundene auffällige Anreicherung des Schwefelisotops33S nur mit der Anwesenheit von COS in der damaligen Atmosphäre und dessen spezifischer abschirmenden Wirkung zu erklären.
Mit Carbonylsulfid kann den Autoren zufolge das Paradoxon bis zur starken Abkühlung im späten Archaikum vor 2,4 Milliarden Jahren schlüssig gedeutet werden. Sie verknüpften dieses „Archaische Eiszeitalter“ mit dem hauptsächlich von Cyanobakterien produzierten freien Sauerstoff, der sich sowohl in der Atmosphäre als auch im Ozean anzureichern begann, nachdem er vorher bei der Oxidation von organischen Verbindungen und zweiwertigen Eisen-Ionen Fe2+ in dreiwertige Eisen-Ionen Fe3+ weitgehend verbraucht worden war. In Übereinstimmung mit der COS-Hypothese wird der Wechsel von reduzierender zu oxidierender Atmosphäre auf dieses zeitliche Umfeld gelegt. Die für COS notwendige reduzierende Atmosphäre ist danach nicht mehr gegeben.
Kasting diskutierte bereits 2006 differenzierte geochemische Befunde zur Rolle von Schwefelverbindungen in der archaischen Atmosphäre. Er verwies dabei insbesondere auf die nur zeitweise abgelagerten Barytvorkommen. Da Baryt ein extrem schwerlösliches Sulfat ist, wäre die Abscheidung von SO2 zeitlich begrenzt nur zwischen 3,2 und 2,4 Milliarden Jahre verhindert worden.

### Vorgeschlagene Regelmechanismen
Der Carbonat-Silicat-Zyklus gilt als zentraler negativer (im Sinne der Regelungstechnik) und gegensteuernder Regelmechanismus für die klimaaktiven Treibhausgase. Mit ihm wird die Verwitterung von Silikaten und die Kohlendioxidkonzentration in Ozeanen und Atmosphäre mit der Ablagerung und Wiederaufarbeitung von Karbonatgestein auf den Kontinenten wie in den Ozeanen verknüpft. Nach Walker ist speziell in der Erdfrühgeschichte die anfänglich hohe Treibhausgas-Konzentration mit der Bildung von Kontinenten nach etwa einer Milliarde Jahren durch die Ablagerung großer Mengen Karbonate abgebaut worden. Anschließend wird eine Wechselwirkung zwischen Erwärmung durch den Treibhauseffekt von Kohlendioxid in der Atmosphäre, vermehrte Silikatverwitterung, anschließend erhöhte Abkühlung durch Bildung von Karbonaten und Erwärmung nach erneuter Ausgasung von Kohlendioxid durch vulkanische Vorgänge angenommen.

## Veränderte Wolkenbildung
Roberto Rondanelli und Richard S. Lindzen kamen 2010 zu dem Schluss, dass bereits eine moderate Wirkung von Zirruswolken in den Tropenregionen der frühen Erde eine ausreichende Klimaerwärmung hervorrufen könnte. Ihre Erklärung basiert auf der Iris-Hypothese, die die Abnahme hoher tropischer Zirruswolken bei zunehmender globaler Erwärmung zum Inhalt hat. Diese Hypothese ist jedoch mit erheblichen Problemen behaftet. So lässt sich der Iris-Effekt in der Gegenwart nicht in Satellitendatenreihen nachweisen. Zudem impliziert Rondanellis und Lindzens Erklärung für das Archaikum eine unrealistisch dichte Bedeckung der gesamten Erde mit sehr kühlen Wolken. Als Teilerklärung des Paradoxons wird ihre Hypothese jedoch als weiterhin beachtenswert angesehen.
Nach einer im Jahr 2010 erschienenen Studie ist das Paradoxon für die junge Erde ohne stark erhöhte Treibhausgas-Konzentrationen erklärbar. In der Frühphase der Erde waren die Ozeane um etwa 20 % größer als heute. Da es damals an Land jedoch weder Pflanzen noch Tiere gab, fehlten die für die Wolkenbildung wichtigen Kondensationskeime. Die Wolkenbedeckung der Erde war folglich erheblich geringer als ursprünglich angenommen. Sowohl das Fehlen von Kondensationskeimen als auch die geringere Ausdehnung kontinentaler Landmassen hätten über eine geringere Albedo zu Temperaturen oberhalb des Gefrierpunkts beigetragen. Diese Begründung geht davon aus, dass Kondensationskeime vorwiegend aus biogenem Dimethylsulfid (DMS) hätten bestehen müssen und dass DMS nur von Eukaryoten produziert wurde. Beide Annahmen sind umstritten.

## Astrophysikalische Deutungen

### Vermutung einer starken, jungen Sonne
Im Zusammenhang mit dem Paradoxon wurde – abweichend vom astrophysikalischen Standardmodell – eine höhere Strahlungsleistung der Sonne in der Frühzeit diskutiert. Eine moderat (10 %) schwerere Sonne reicht im Vergleich zum Standardmodell aus, um das Paradoxon auszugleichen. Für diese Hypothese sprechen laut Thomas Graedel die bei der Sonne und anderen Sternen auffällige Abreicherung von Spurenelementen wie Beryllium, gegen die Annahme der relativ gleichmäßige Klimaverlauf über mehrere Milliarden Jahre. Eine höhere Masse des Zentralgestirns hätte aufgrund der Standardannahmen zur Seismik der Sonne eine erheblich erhöhte Strahlungsleistung über nur wenige hundert Millionen Jahre gehabt, indirekt abgeschätzte Masseverluste der frühen Sonne sind anderen Studien zufolge dafür zu klein. Eine erhöhte Masse konnte durch den Abgleich mit heutigen jungen Sonnen in kosmischer Nachbarschaft nicht bestätigt werden. Eine über Milliarden Jahre gleichmäßig starke junge Sonne steht zudem in Widerspruch zu gesicherten Erkenntnissen der Klimageschichte, vor allem zu den im Präkambrium auftretenden Kaltzeiten und Schneeball-Erde-Stadien, und kollidiert darüber hinaus mit dem astrophysikalischen Befund, dass der Masseverlust bei nahen Sonnen unterschiedlichen Alters kontinuierlich erfolgt.

### Möglicher Klimaeinfluss der galaktischen kosmischen Strahlung

Spiralarme der Milchstraße

Kosmische Strahlung (rot) und über geochemische Befunde angenommene globale Temperatur (schwarz) bis 500 Millionen Jahre vor unserer Zeitrechnung, nach Shaviv (2003), in späteren Arbeiten nicht bestätigt

Der Geochemiker Jan Veizer und der israelische Astrophysiker Nir Shaviv deuten das Paradoxon durch die Einbeziehung von Sonnenwind und galaktischer kosmischer Strahlung auf das frühe Erdklima. Nach Henrik Svensmark könnte eine reduzierte kosmische Strahlung über weniger Kondensationskeime zu schwächerer Wolkenbildung und damit zu einer Erwärmung führen. Shaviv postulierte, dass der stärkere Sonnenwind die Erde zunächst vor der kosmischen Strahlung stärker abgeschirmt und die frühe lange Warmphase ermöglicht hatte. Die vor 2,4 Millionen Jahren einsetzende Vereisungsphase soll demnach mit den zur selben Zeit erhöhten Sternbildungsraten in der Galaxis und entsprechend vermehrter Strahlung übereinstimmen. Für die Zeit danach stieg die Strahlungsintensität nach diesem Modell allmählich auf das heutige Niveau.
Shaviv fand anhand der Analyse von Meteoritenmaterial vier Peaks im kosmischen Strahlungsfluss (CRF, Cosmic Ray Flux) während der letzten 500 Millionen Jahre. Diese Peaks wären in einem Abstand von 143 ±10 Millionen Jahren aufgetreten und korrelierten mit Spiralarm-Durchgängen der Sonne. Shaviv arbeitete auf diesem Themenfeld mit Jan Veizer zusammen und konnte dessen über Jahrzehnte gesammelten geochemischen Aufzeichnungen mit seinen Meteoritendaten abgleichen. In ihrer gemeinsamen Deutung des Paradoxons korrelieren Zeiten erhöhter Sternbildungsraten und entsprechend verstärkter kosmischer Strahlung mit globalen Kaltzeiten, was den Klimaverlauf sowohl im Präkambrium als auch im gesamten Phanerozoikum erklären würde (siehe Abbildung rechts). Die Peaks aus Shavivs Analyse konnten von späteren Arbeiten jedoch nicht bestätigt werden.
Einige Arbeiten zu dem von Svensmark postulierten Zusammenhang, so im dänischen SKY-Experiment, untersuchten speziell das Zusammenspiel von schwefelhaltigen Aerosolen mit kosmischer Strahlung in höheren Schichten der Atmosphäre. Ähnliches geschieht beim CLOUD-Experiment des CERN. Allerdings ist die gegenwärtige Einwirkung durch diesen Effekt auf das Klima nicht nachweisbar: Die mit Satelliten gemessene Wolkenbedeckung korreliert nicht mit Forbush-Ereignissen. Nach dem aktuellen Stand der Wissenschaft sind periodisch auftretende kosmische Einflüsse auf die biologische und klimatische Entwicklung mit Ausnahme der Milanković-Zyklen nur schwach belegt und spielen hinsichtlich ihrer Signifikanz offenbar nur eine untergeordnete Rolle.

### Bahnparameter und Erdrotation
Die sich über Jahrtausende verändernde Neigung der Erdachse zur Ekliptik von 22,1 bis 24,5° übt einen deutlichen Einfluss auf das Klima aus. Eine darüber hinausgehende Neigung der Erdachse während des Archaikums wird von einigen Studien als mögliche Erklärung für höhere Temperaturen in der Frühzeit der Erde diskutiert.
Ein weiterer möglicher Einflussfaktor ist eine ehemals schnellere Erdrotation, da eine Tageslänge von 14 Stunden zu einem Temperaturanstieg von 1,5 °C führen würde. Für das Paradoxon selbst sowie für den Verlauf der ersten drei Milliarden Jahre und zur Erklärung der sich anschließenden Kalt- und Warmzeiten ist dieser Erklärungsansatz jedoch nicht ausreichend.

### Gravitationskonstante
Die Luminosität eines Sterns hängt aufgrund der Eddington-Grenze mit der Gravitationskonstante zusammen. Die Luminosität L ist extrem von der Gravitationskonstante G und der Masse des Sterns M abhängig: {\displaystyle L\propto G^{7}M^{5}}. Kleinere Schwankungen der Konstante in der Anfangszeit würden das Phänomen erklären. Die entsprechenden Deutungen geben ebenso Hinweise auf die sogenannte Dunkle Energie und sind nach wie vor sehr spekulativ.

## Biologische Deutungen

### Gaia-Hypothese und selbstregelnde Rolle des Lebens
Der Gaia-Hypothese von James Lovelock zufolge ist das Leben auf der Erde selbst der wesentliche Regelmechanismus, ohne den die Erde möglicherweise das Schicksal von Mars oder Venus erfahren hätte. Der Hypothese zufolge kann die Erde und insbesondere die Biosphäre als ein selbstähnlicher makroskopischer lebender Organismus mit Eigenschaften des Lebens wie Autopoiesis und Homöostasis betrachtet werden, der sich selbst Bedingungen schafft, erhält und weiter entwickelt. Der Name leitet sich von Gaia, der Erdgöttin der griechischen Mythologie ab. Dazu gehören die Rückkoppelung zwischen Vegetation, deren Wasserspeicherungsvermögen und Niederschlägen sowie der durch Vegetationsbedeckung und Landnutzung veränderten Albedo. Ein weiterer in dem Zusammenhang angeführter Rückkopplungseffekt ist die Aufnahme von Kohlendioxid durch kalkhaltiges Meeresplankton und Korallen wie die Freisetzung von Kohlendioxid im Laufe des Kreislaufs der Gesteine. Diese Funktionen werden zum großen Teil von "niederen" Lebensformen wie Einzeller oder Algen übernommen.
Aussterbeereignisse betreffen dabei vor allem höhere und hochspezialisierte Lebensformen und stehen dazu nicht im Widerspruch. Wichtige Formen der biologischen Regelkreise wie die riffbildenden Korallen und eine Vielzahl weiterer Organismen traten erst nach der Kambrischen Explosion vor mehr als 500 Millionen Jahren in Erscheinung. Für die nachgewiesene Stabilität und das fast durchgehend lebensfreundliche Klima während der für das Paradoxon zentralen Jahrmilliarden zuvor müssten demnach andere Organismen diese Funktion ausgeübt haben, ehe sie von evolutiven "Neuankömmlingen" verdrängt wurden.
Jim Kasting stimmt einer wichtigen Rolle des Lebens beim Kohlenstoffzyklus wie dem Einfluss auf Verwitterung und Sauerstoffgehalt zu, dennoch blieben die wesentlichen Einflussfaktoren physikalischer wie abiotischer Natur.
Der Annahme des irdischen Lebens als hochorganisierter Regelmechanismus widerspricht die von dem Paläontologen Peter Ward formulierte Medea-Hypothese, nach der mehrzelliges Leben keine systembewahrenden Eigenschaften, sondern eine Tendenz zur Selbstzerstörung aufweist.

### Leben auf einer jungen kalten Erde
In den letzten Jahrzehnten wurden Lebensformen auf der Erde unter sehr kalten Umweltbedingungen entdeckt, wie bei dem unter dem Antarktischen Eisschild liegenden Wostoksee. John Priscu zufolge könnte dies ebenso auf dem Mars der Fall sein. Im Gegensatz zu der Annahme von Hart wurde die Continuously Habitable Zone im Sonnensystem zwischenzeitlich bis in Marsnähe ausgeweitet.
Eine Deutung des Paradoxons auf dieser Grundlage besitzt jedoch wenig Relevanz. Das archaische Erdklima war allem Anschein nach wärmer als heute, und geologische Spuren im Hinblick auf flüssiges Wasser sind im Gegensatz zu Vereisungsprozessen seit frühester Zeit weit verbreitet. Pointiert ausgedrückt gibt es Hinweise auf wasserbasiertes Leben auf der Erde „seit es Steine gibt“. Für den Fortbestand des irdischen Lebens während zwischenzeitlicher globaler Vereisungen (ebenso wie bei der Wahrscheinlichkeit von Leben auf anderen Planeten und Monden) ist Priscus Befund zentral.

## Einfluss von Messwertfehlern auf das Paradoxon
Ältere paläoklimatologische Studien beschrieben für das Archaikum und teilweise für das gesamte Präkambrium ein Heißklima mit Temperaturen bis 70 °C. Diese Annahme wird von den meisten Geowissenschaftlern aufgrund der zwischenzeitlich aufgetretenen Kaltzeiten bezweifelt. Aktuell gilt eine moderat höhere Durchschnittstemperatur gegenüber heute als wahrscheinlich.
Verschiedenen Analysen zufolge waren die grundsätzlichen Elemente des Kohlenstoffzyklus bereits vor 4 Milliarden Jahren etabliert. Ein maximal hundertfach höherer Wert der CO2-Konzentration und anderer Treibhausgase im Vergleich zur Gegenwart ist nicht weiter strittig, kann aber nach überwiegender Meinung das Paradoxon nicht auflösen. Mit einem deutlich erhöhten Anteil von Kohlendioxid in der Atmosphäre hätte sich das Eisenkarbonatmineral Siderit in erheblicher Menge bilden müssen, was bislang nicht nachgewiesen wurde. Im Gegensatz dazu sehen Haqq-Misra u. a. das Fehlen von Siderit nicht als alleiniges Ausschlusskriterium an. Nach einer 2008 erschienenen Studie sind für das späte Archaikum und frühe Proterozoikum aufgrund eines Abgleichs mit neueren Absorptionsdaten eine geringere Kohlendioxidkonzentration um eine Größenordnung notwendig. Für das späte Archaikum wären demnach für ein moderat warmes Klima nur 1,5 bis 5,5 mbar (gegenüber vorindustriell 0,28 mbar) Partialdruck Kohlendioxid erforderlich.

### Methodische Herausforderungen

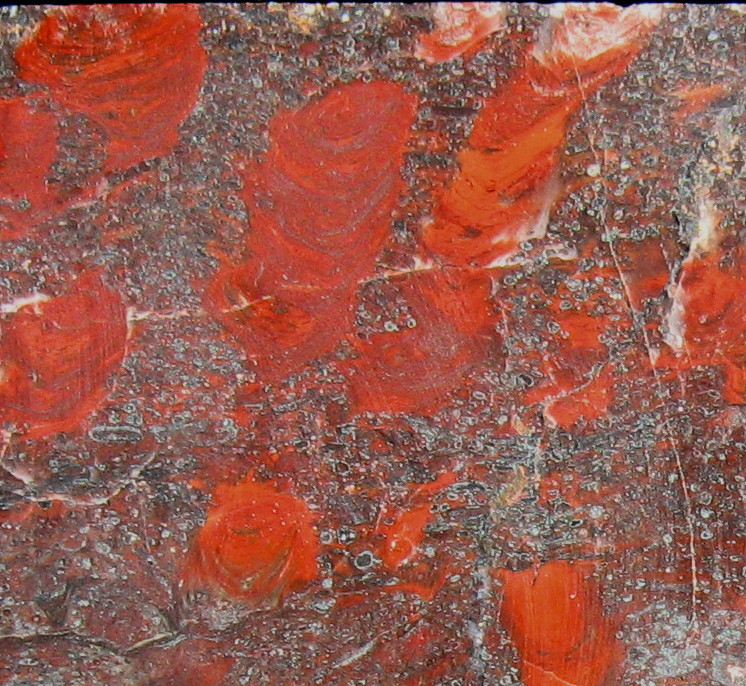
Gestein aus dem zeitlichen Umkreis der Paläoproterozoischen Vereisung mit Spuren frühen Lebens

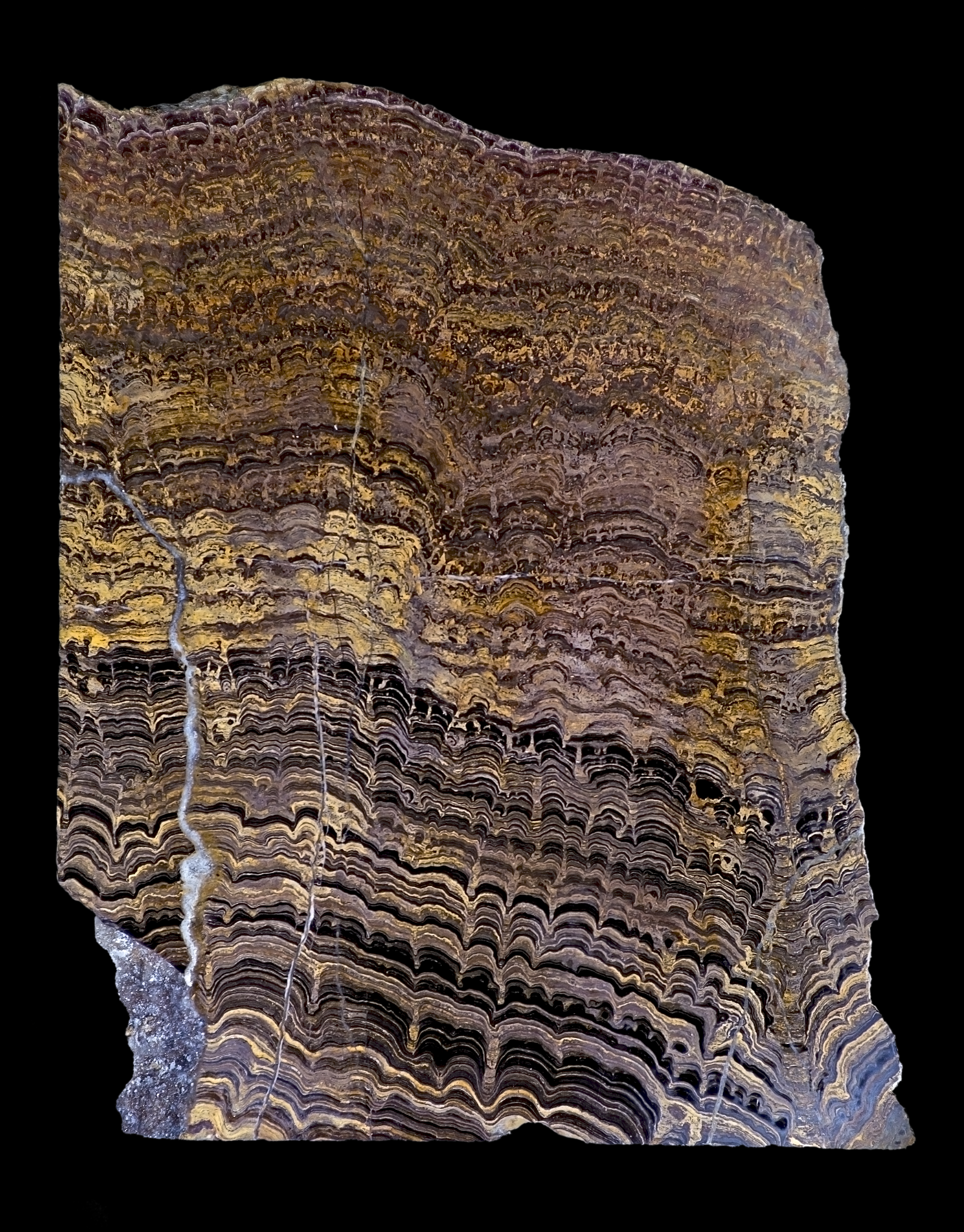
Feinlagiger Aufbau von Stromatolithen aus der Kreidezeit (Maastrichtium)

Bereits die Rekonstruktion der jüngeren Klimageschichte, basierend auf einer Vielzahl indirekter Klimaanzeiger, wurde gelegentlich von Kontroversen begleitet. Für die Deutung des Paradoxons sind jedoch paläoklimatologische Bestimmungsmethoden notwendig. Ungeachtet der raschen Fortschritte der verschiedenen Analysetechniken wie der Isotopenuntersuchung sind Aussagen über weit zurückliegende Epochen immer mit gewissen Unsicherheiten behaftet, wobei auch der Fossilbericht mit zunehmenden zeitlichem Abstand größere Lücken aufweisen kann.

#### Frühes Leben
Indirekte Hinweise auf frühes Leben sind unter anderem in Chemofossilien und Versteinerungen zu finden, in denen biogene Strukturen wie Stromatolithen gefunden werden. Der Nachweis von Lebensspuren und die Abschätzung des Stoffkreislaufs in der Atmosphäre in verschiedenen geologischen Perioden geschieht dabei über die hochauflösende Untersuchung feinster Graphit- und Gaseinschlüsse sowie Mikrofossilien in Mineralien.

#### Bildung von Ozean und Erdkruste
Belege für die Existenz eines Ozeans und einer festen Erdkruste für die Zeit vor 3,8 Milliarden Jahren sind relativ häufig zu finden. Das mit 4,4 Milliarden Jahren älteste bekannte Mineral sind Zirkonkristalle aus dem Pilbara-Kraton in Westaustralien. Daneben sprechen Indizien für eine bereits damals vorhandene Trennung von Kruste und Ozean. Zirkone können mehrfach den Kreislauf der Gesteine durchlaufen. Sie sind aufgrund ihrer stabilen Gitterstruktur resistent gegenüber Einflüssen wie Verwitterung und Gesteinsmetamorphose und gestatten durch die in die Kristalle eingeschlossenen Nuklide neben einer radiometrischen Altersbestimmung isotopengeochemische Hinweise auf ihre Entstehungsbedingungen. Dies erfordert eine aufwendige Probennahme und Aufbereitung sowie hochauflösende Analyseverfahren wie die Massenspektrometrie.

#### Rekonstruktion des Temperaturverlaufs
Ähnlich aufwendig gestalten sich Auswertungen des Temperaturverlaufs in der geologischen Vergangenheit. Bei den Messungen der frühesten Durchschnittstemperaturen sind systematische Verschiebungen bei den zugrundeliegenden Sauerstoff-Isotopenmessungen möglich, auch eine Beeinflussung der heute ermittelten Messwerte durch zwischenzeitliche Einflüsse muss in Betracht gezogen werden.

## Rolle des Paradoxons bei Mars und dem Saturnmond Titan

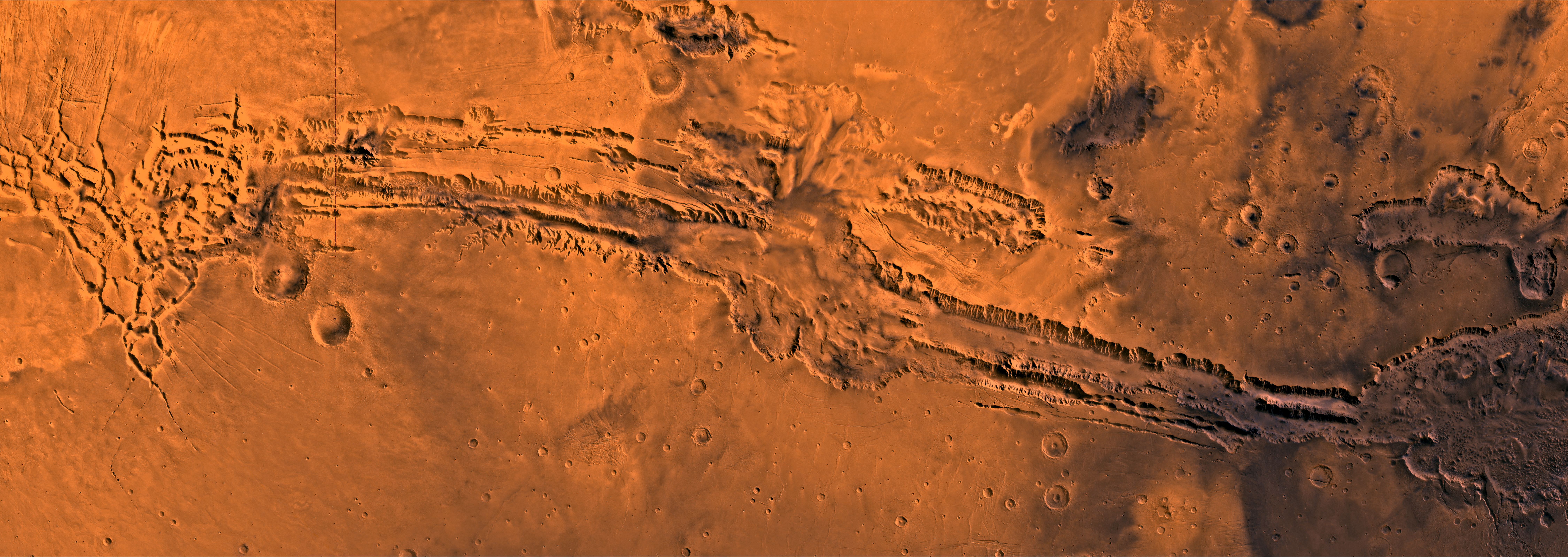
Panoramaaufnahme der 4000 km langen Valles Marineris

Das Paradoxon betrifft ebenfalls den Planeten Mars, auf dessen Oberfläche demnach flüssiges Wasser nicht hätte vorkommen sollen. Hingegen war nach neueren Erkenntnissen die Marsatmosphäre in der Frühzeit des Sonnensystems wesentlich dichter als heute. Zudem existierten auf dem Roten Planeten wahrscheinlich umfangreiche Wasservorkommen, eventuell sogar in Form relativ ausgedehnter Ozeane und Flusssysteme. Hinweise darauf liefern wasserbasierte Erosionsstrukturen oder die Trockentäler ehemaliger Fließgewässer.
Auf dem Saturnmond Titan wurde ein orangefarbener Nebel aus organischen Verbindungen mit noch unbekannter Zusammensetzung beobachtet. Der Astrophysiker Carl Sagan prägte dafür den Begriff Tholine und vermutete in einer ebensolchen Schicht der frühen Erde einen wesentlichen Faktor zur Lebensentstehung. Aufgrund dieser Eigenschaft wurde der Saturnmond zu einem der interessantesten Objekte im Sonnensystem. Sagan hatte zudem einen Erwärmungseffekt durch diesen Nebel angenommen. Andere Autoren widersprachen dieser Auffassung und postulierten einen „Anti-Treibhauseffekt“.
Nach aktuellen Forschungsergebnissen könnte ein Aerosol aus verzweigten Kohlenwasserstoffen (anstatt wie bisher angenommen kugelförmiger Tröpfchen) großen Einfluss auf das Absorptionsverhalten der Atmosphäre ausgeübt haben. Ein derartiges Aerosol absorbiert UV-Licht, ist aber für sichtbares Licht weitgehend transparent.